# Tana (Norvegia)
Tana este o comună din provincia Finnmark, Norvegia.